# Croton eluteria
Croton eluteria, és una espècie de planta amb flors dins del gènere Croton (que inclou plantes ornamentals). És originària de les Antilles i s'ha naturalitzat en altres zones tropicals americanes.
Creix com a petit arbre o arbust de fins a 6 m d'alt i les seves flors són flairoses amb pètals de color blanc. L'escorça també és flairosa i fissurada i pot estar coberta de líquens.
La tintura extreta de l'escorça es fa servir com a tònic i estimulant i també per abaixar la febre. L'escorça d'aquest cròton es fa servir per a saboritzar les begudes alcohòliques com el Campari i el Vermut. Normalment aquesta planta es recull de poblacions naturals de la planta, per exemple en diverses illes de les Bahames com són Watling illa Cat o Cai Samana aquestes tres són considerades possibles llocs on per primera vegada hi va desembarcar Colom el 12 d'octubre de 1492.

## Composició química de l'escorça
Conté entre 1 i 3% d'olis essencials, compostos diterpenoids, lignines, tanins i resines també hi ha pinens vainillina i altres.